# Руськополянське лісництво
Руськополя́нське лісництво — структурний підрозділ Черкаського лісового господарства Черкаського обласного управління лісового та мисливського господарства.
Офіс знаходиться у с. Руська Поляна, Черкаський район, Черкаська область, у кв. 139 (вид. 10) однойменного лісництва.

## Лісовий фонд
Лісництво охоплює ліси Черкаського району. Площа лісництва — 4950 га.

## Об'єкти природно-заповідного фонду
У віданні лісництва перебувають об'єкти природно-заповідного фонду:
- ботанічний заказник загальнодержавного значення Русько-Полянський,
- ландшафтний заказник місцевого значення Русько-Полянський приболотний,
- ботанічні пам'ятки прироли місцевого значення: Високопродуктивне насадження сосни з дубом, Дерево горіха чорного, Насадження ялівцю.

## Галерея

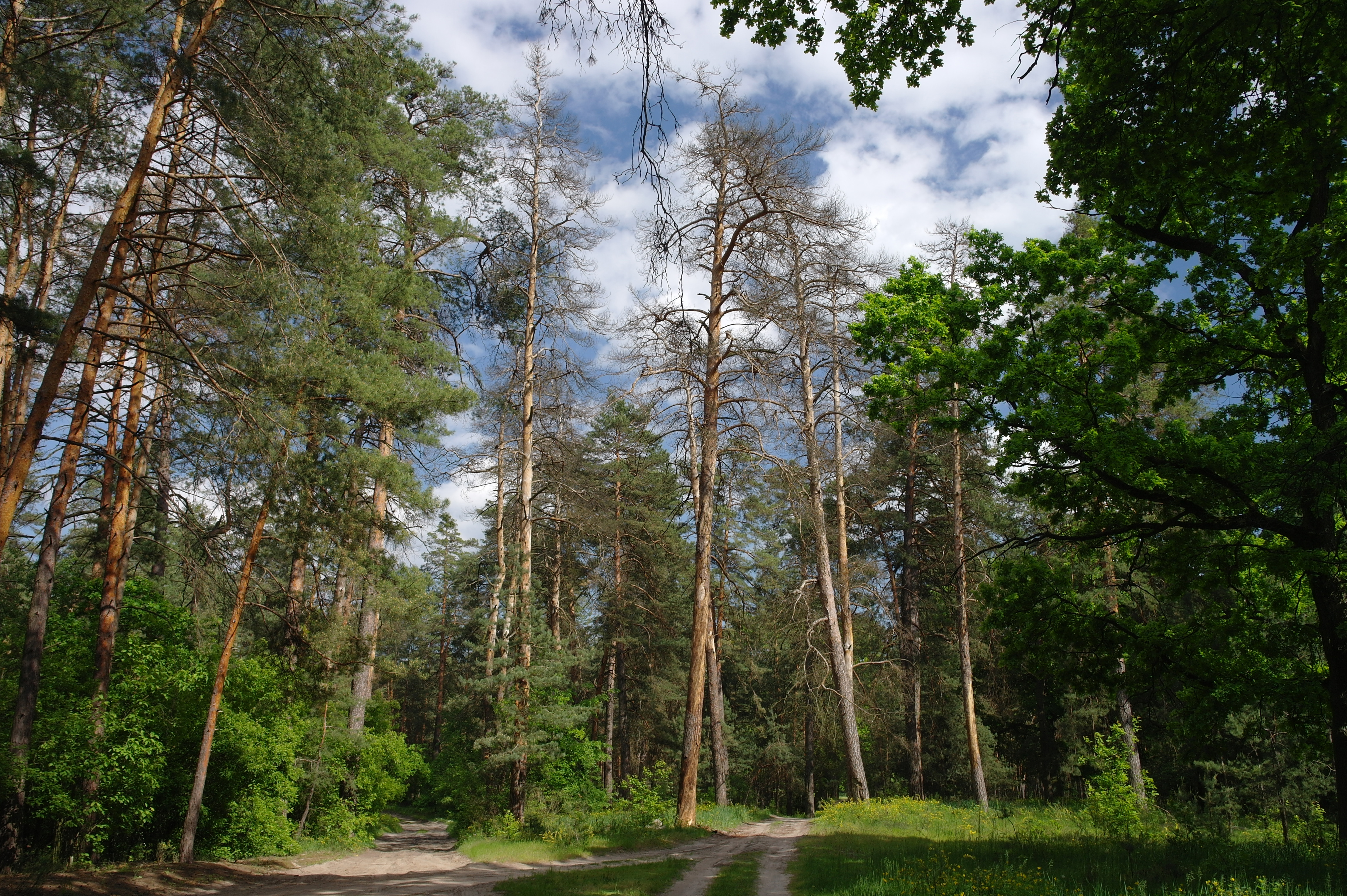
У Русько-Полянському ботанічному заказнику